# Кафедральный собор Сен-Пьер (Пуатье)
Кафедральный собор Сен-Пьер (фр. Cathédrale Saint-Pierre) — культовое сооружение в городе Пуатье, которое объединяет в себе элементы романской архитектуры, характерные для провинции Пуату и готический стиль, распространенный в провинции Анжу. В некоторых источниках упоминается как собор Святых Петра и Павла.

## История
В одних источниках периодом строительства Кафедрального собора Сен-Пьер упомянуты даты с 1166 по 1271 год, в других — с 1160 по 1271 год. Недавно в соборе были обнаружены настенные надписи, которые больше рассказывают про его происхождение.
В этом строении соединились черты романских культовых сооружений и готического стиля, характерного для провинции Анжу. Портал собора был построен в XIII веке. Следующее значимое строительство состоялось в XV веке, когда было завершено сооружение верхней части фасада и башен. Длина главного нефа равна 90 метрам, а высота — 27 метрам. В церкви сделано окно-роза, которое состоит из 16 лепестков. Верхний ярус собора содержит галерею с витражами, которые были созданы в XIII веке. В этой галереи размещены скульптурные портреты Элеоноры Аквитанской и Генриха II. Орган в церкви создали в период с 1789 по 1791 год, работы выполнял мастер Ф. А. Клико. Образ Распятия на миниатюре размещен на витраже восточного окна Кафедрального собора. Он был исполнен на деньги Генриха и Элеоноры Аквитанской, примерно в 1180 году.
В 1346 году собор разграбили войска графа Дерби. 17 октября 1379 года он был освящен. В 1562 году Кафедральный собор разграбили протестанты. В 1777 году построили органную галерею, в 1801 году было восстановлено епископское место.
В 1809 году фонарный купол Южной Башни был демонтирован из-за урагана. На этой башни двумя архитекторами стали строиться колокольни и порталы, но эти работы прекратились в 1842 году из-за Жана-Батиста Лассуса.
С 1852 года восстанавливалась центральная часть западного фасада, работы проводил епархиальный архитектор Жюль де Мериндол (1815-1888). Была переделана роза, лестницы и контрфорсы. В 1858-1864 годах реставрировался интерьер. В 1989 году было отпраздновано тысячелетие собора. В 1999 году был отреставрирован западный фасад.
Кафедральный собор Сен-Пьер в Пуатье работает каждый день с 8:30 утра и до 18:00 вечера.
Экскурсии по территории собора проводятся на протяжении всего года.